# Niklas och Figuren
Niklas och Figuren är en svensk familjefilm från 1971 i regi av Ulf Andrée. I rollerna som Niklas och Figuren ses Peter Malmsjö respektive Stefan Grybe. Förlagan är Bengt Anderbergs barnbok med samma namn.

## Handling
Niklas (Peter Malmsjö) har länge önskat sig en egen hund och nu tänker hans familj låta honom få en, på villkor att han själv ger sig ut och letar reda på den. Han får sällskap av sin märklige vän Figuren (Stefan Grybe).
De båda vännerna söker sig ner till floden. Därefter fortsätter de genom en susande granskog. De träffar en amiral som ger dem upplysningar om hunden. De blir också hjälpta av Figurens kusin och dennes mor och far. Av dem får de tillåtelse att övernatta i ett timmerhus i skogen.
Efter skogen kommer vännerna till en underlig by där allt är upp och ner. Niklas och Figuren återvänder därefter hemåt. När de kommer till Niklas' hus hittar den hunden som de letat efter i flera dagar.

## Medverkande
- Peter Malmsjö – Niklas
- Stefan Grybe – Figuren
- Albert Wickman – Micke, Figurens kusin, granskogsfigur
- Birgitta Andersson – Mickes mamma, granskogsfigur
- Gösta Ekman – Mickes pappa, granskogsfigur
- Martin Ljung – Niklas morfar alias hundredaktör M. Pudelström
- Cornelis Vreeswijk – sjömannen, kapten på båten Magnolia
- Håkan Serner – Konrad, Niklas pappa
- Margareta Krantz – Lena, Niklas mamma
- Janne Carlsson – drängen, en av inbyggarna i den underliga byn
- Bengt Berger – mannen med gåsen, en av inbyggarna i den underliga byn
- Erik Strandell – handelsmannen i den underliga byn

## Om filmen
Niklas och Figuren bygger på Bengt Anderbergs barnbok Niklas och figuren från 1950. Filmen var Ulf Andrées debutfilm som regissör sedan han utexaminerats från Stockholms Filmskola 1970. Den producerades av Christer Abrahamsen för Christer och Arne Production AB, Stiftelsen Svenska Filminstitutet och Sandrew Film & Teater AB. Inspelningen ägde rum mellan den 7 juni och 14 augusti 1971 på Resarö, i Järna, på Djurgården och vid Sagån i Enköping. Filmen fotades av Jörgen Persson och Jack Churchill och klipptes sedan samman av Andrée. Filmmusiken komponerades av Björn J:son Lindh.
Filmen premiärvisades den 18 december 1971 på biograferna Grand i Stockholm och Royal i Umeå samt på biografer i Göteborg och Linköping. Den visades i Sveriges Television som en TV-serie i fyra delar mellan den 5 och 26 november 1972.